# لا ساري (كيبك)
لا ساري (بالإنجليزية: La Sarre)‏ هي بلدة و بلدية محلية في كيبيك تقع في كندا في Abitibi-Ouest Regional County Municipality. يقدر عدد سكانها بـ 7,719 نسمة ومساحتها 151.70 كم2 .

## المناخ
يظهر الجدول التالي التغييرات المناخية على مدار السنة للا ساري:
| البيانات المناخية لـلا ساري        | البيانات المناخية لـلا ساري | البيانات المناخية لـلا ساري | البيانات المناخية لـلا ساري | البيانات المناخية لـلا ساري | البيانات المناخية لـلا ساري | البيانات المناخية لـلا ساري | البيانات المناخية لـلا ساري | البيانات المناخية لـلا ساري | البيانات المناخية لـلا ساري | البيانات المناخية لـلا ساري | البيانات المناخية لـلا ساري | البيانات المناخية لـلا ساري | البيانات المناخية لـلا ساري |
| الشهر                              | يناير                       | فبراير                      | مارس                        | أبريل                       | مايو                        | يونيو                       | يوليو                       | أغسطس                       | سبتمبر                      | أكتوبر                      | نوفمبر                      | ديسمبر                      | المعدل السنوي               |
| ---------------------------------- | --------------------------- | --------------------------- | --------------------------- | --------------------------- | --------------------------- | --------------------------- | --------------------------- | --------------------------- | --------------------------- | --------------------------- | --------------------------- | --------------------------- | --------------------------- |
| الدرجة القصوى °م (°ف)              | 7.8 (46.0)                  | 20.5 (68.9)                 | 17.0 (62.6)                 | 29.0 (84.2)                 | 31.7 (89.1)                 | 35.0 (95.0)                 | 37.2 (99.0)                 | 33.3 (91.9)                 | 32.2 (90.0)                 | 26.1 (79.0)                 | 17.8 (64.0)                 | 11.1 (52.0)                 | 37.2 (99.0)                 |
| متوسط درجة الحرارة الكبرى °م (°ف)  | −11.7 (10.9)                | −8.9 (16.0)                 | −1.8 (28.8)                 | 7.2 (45.0)                  | 15.9 (60.6)                 | 21.5 (70.7)                 | 23.5 (74.3)                 | 21.5 (70.7)                 | 15.7 (60.3)                 | 8.7 (47.7)                  | −0.6 (30.9)                 | −8.6 (16.5)                 | 6.9 (44.4)                  |
| المتوسط اليومي °م (°ف)             | −18.2 (−0.8)                | −16.2 (2.8)                 | −8.8 (16.2)                 | 0.8 (33.4)                  | 8.9 (48.0)                  | 14.3 (57.7)                 | 16.9 (62.4)                 | 15.2 (59.4)                 | 10.3 (50.5)                 | 4.3 (39.7)                  | −4.5 (23.9)                 | −14 (7)                     | 0.7 (33.3)                  |
| متوسط درجة الحرارة الصغرى °م (°ف)  | −24.6 (−12.3)               | −23.4 (−10.1)               | −15.7 (3.7)                 | −5.7 (21.7)                 | 1.8 (35.2)                  | 7.0 (44.6)                  | 10.3 (50.5)                 | 8.7 (47.7)                  | 4.7 (40.5)                  | −0.2 (31.6)                 | −8.4 (16.9)                 | −19.4 (−2.9)                | −5.4 (22.3)                 |
| أدنى درجة حرارة °م (°ف)            | −47 (−53)                   | −47 (−53)                   | −43.9 (−47.0)               | −31.7 (−25.1)               | −12 (10)                    | −6.7 (19.9)                 | −2 (28)                     | −3.5 (25.7)                 | −8.5 (16.7)                 | −13 (9)                     | −34 (−29)                   | −44.5 (−48.1)               | −47 (−53)                   |
| الهطول مم (إنش)                    | 58.6 (2.31)                 | 37.9 (1.49)                 | 52.4 (2.06)                 | 55.9 (2.20)                 | 78.2 (3.08)                 | 84.7 (3.33)                 | 101.0 (3.98)                | 99.0 (3.90)                 | 110.7 (4.36)                | 81.5 (3.21)                 | 67.6 (2.66)                 | 62.3 (2.45)                 | 889.8 (35.03)               |
| معدل هطول الأمطار مم (إنش)         | 5.4 (0.21)                  | 2.8 (0.11)                  | 14.4 (0.57)                 | 40.5 (1.59)                 | 74.8 (2.94)                 | 84.7 (3.33)                 | 101 (4.0)                   | 99 (3.9)                    | 110.1 (4.33)                | 73.5 (2.89)                 | 30.1 (1.19)                 | 7.3 (0.29)                  | 643.6 (25.35)               |
| متوسط تساقط الثلوج سم (إنش)        | 53.3 (21.0)                 | 35.1 (13.8)                 | 38 (15)                     | 15.5 (6.1)                  | 3.4 (1.3)                   | 0 (0)                       | 0 (0)                       | 0 (0)                       | 0.6 (0.2)                   | 8.1 (3.2)                   | 37.5 (14.8)                 | 55 (22)                     | 246.5 (97.4)                |
| متوسط أيام هطول الأمطار (≥ 0.2 mm) | 14.8                        | 11.0                        | 10.2                        | 10.0                        | 12.6                        | 13.4                        | 14.8                        | 14.4                        | 16.1                        | 14.9                        | 15.1                        | 16.7                        | 164                         |
| متوسط الأيام الممطرة (≥ 0.2 mm)    | 0.76                        | 0.67                        | 3.1                         | 7.4                         | 12.3                        | 13.4                        | 14.8                        | 14.4                        | 15.9                        | 13.3                        | 5.5                         | 1.5                         | 103.03                      |
| متوسط الأيام المثلجة               | 14.5                        | 10.7                        | 8.4                         | 4.3                         | 0.8                         | 0.0                         | 0.0                         | 0.0                         | 0.3                         | 2.8                         | 11.0                        | 15.7                        | 68.5                        |
| المصدر: Environment Canada         |                             |                             |                             |                             |                             |                             |                             |                             |                             |                             |                             |                             |                             |